# Sumo Digital
Sumo Digital is een Brits computerspelontwikkelaar die werd opgericht in 2003 door vier oud-leden van Infogrames.

## Geschiedenis
Het bedrijf werd opgericht in 2003 door Carl Cavers, Paul Porter, Darren Mills en James North-Hearn. In 2007 werd bekend dat Sumo Digital door Foundation 9 Entertainment was aangekocht. Eind 2014 vond een managementbuy-out plaats en het viel niet langer onder Foundation 9.
In 2017 richtte het een overkoepelende holdingmaatschappij op, de Sumo Group, waar de ontwikkelstudio vanaf dat moment een bedrijfsdivisie van werd. In de opvolgende jaren vonden diverse overnames van andere spelstudio's plaats.
Het Chinese Tencent nam in november 2019 een minderheidsaandeel van 10% in moederbedrijf Sumo Group. In juli 2021 maakte Tencent een volledige overname bekend, waarvoor een bedrag van ruim 1 miljard dollar werd betaald.

## Werken

### Ontwikkelde spellen
- Virtua Tennis: World Tour (2005)
- OutRun 2006: Coast 2 Coast (2006)
- Sega Superstars Tennis (2008)
- OutRun Online Arcade (2009)
- Virtua Tennis 2009 (2009)
- F1 2009 (2009)
- Sonic & Sega All-Stars Racing (2010)
- Sonic & All-Stars Racing Transformed (2012)
- LittleBigPlanet 3 (2014)
- Crackdown 3 (2019)
- Team Sonic Racing (2019)
- Sackboy: A Big Adventure (2020)
- Hood: Outlaws & Legends (2021)

### Geporteerde spellen
- OutRun 2 (2004, Xbox-versie)
- TOCA Race Driver 2 (2005, PSP-versie)
- Virtua Tennis 3 (2007, versies voor Windows, PS3, PSP en Xbox 360)
- Colin McRae: Dirt 2 (2009, PSP- en Wii-versie)
- Sega Rally Online Arcade (2011, PS3- en Xbox 360-versie)
- Forza Horizon 2 (2014, Xbox 360-versie)

### Mede-geproduceerde spellen
- England International Football (2004, met Codemasters)
- Broken Sword: The Angel of Death (2006, met Revolution Software)
- Driver 76 (2007, met Ubisoft)
- Dead Space Ignition (2010, met Visceral Games)
- F1 2011 (2011, met Codemasters)
- Nike+ Kinect Training (2012, met Microsoft)
- Xbox Fitness (2013, met Microsoft)
- Disney Infinity 3.0 (2015, met Avalanche Software)
- Hitman (2016, met IO Interactive)
- Hitman 2 (2018, met IO Interactive)
- Hotshot Racing (2020, met Curve Digital)